# Roodstaartmoortiran
De roodstaartmoortiran (Knipolegus poecilurus) is een zangvogel uit de familie Tyrannidae (tirannen).

## Verspreiding en leefgebied
Deze soort komt voor op de tepuis en van Venezuela tot Bolivia en telt vijf ondersoorten:
- K. p. poecilurus: Colombia en noordwestelijk Venezuela.
- K. p. venezuelanus: noordelijk en westelijk Venezuela.
- K. p. paraquensis: zuidelijk-centraal Venezuela.
- K. p. salvini: zuidoostelijk Venezuela, noordelijk Brazilië en westelijk Guyana.
- K. p. peruanus: van oostelijk Ecuador tot centraal Bolivia.

## Status
De grootte van de populatie is niet gekwantificeerd maar de soort wordt omschreven als schaars. Op de Rode lijst van de IUCN heeft deze soort de status niet bedreigd.